# Asclepiadaceae
Asclepiadaceae is een botanische naam, voor een familie van tweezaadlobbige planten. Een familie onder deze naam wordt vrij algemeen erkend door systemen van plantentaxonomie, maar niet door het APG-systeem (1998) en het APG II-systeem (2003). Aldaar worden de betreffende planten ondergebracht bij de maagdenpalmfamilie (Apocynaceae).
In het Cronquist-systeem (1981) wordt de familie wel erkend en geplaatst in de orde Gentianales. De Nederlandstalige naam is Zijdeplantfamilie.
De familie is opmerkelijk door de enorme vormenrijkdom en het enorme verspreidingsgebied.
Vormenrijkdom:
- "Gewone" planten (bladeren, stengels en bloemen) zoals Asclepias, waarvan enkele winterharde soorten in Nederlandse tuinen te vinden zijn.
- Succulenten in alle maten en soorten; planten die op cactussen lijken zoals Hoodia en Stapelia, planten met succulente bladeren zoals de kamerplanten Hoya, Stephanotus en het lantaarnplantje of planten met succulente stengels zoals Cynanchum.
- Liaan-achtige planten zoals de engbloem (zie ook Vincetoxicum en ook Vincetoxicum nigrum bij de afbeeldingen).

Asclepiadaceae zijn te vinden over de gehele wereld met uitzondering van koudere gebieden zoals Scandinavië.
Opmerkelijk is dat van één geslacht verschillende soorten kunnen voorkomen in verschillende werelddelen. Het genus Caralluma komt voor in Europa, Azië en Afrika terwijl er ook geslachten zijn die zowel in de Oude wereld als in de Nieuwe wereld voorkomen.

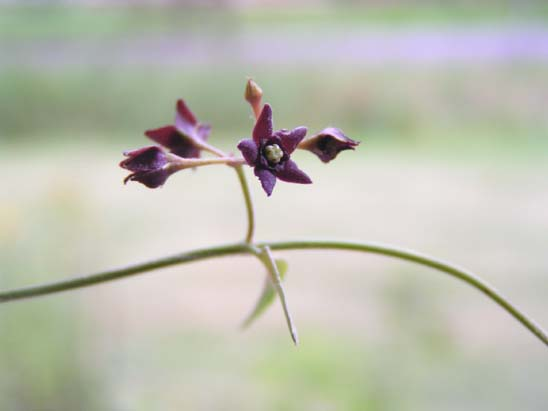
Vincetoxicum nigrum
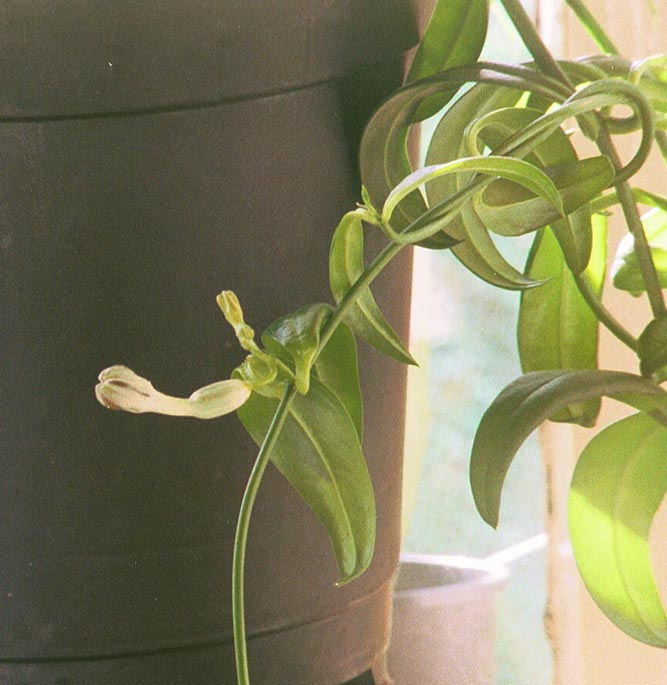
Ceropegia crassifolia
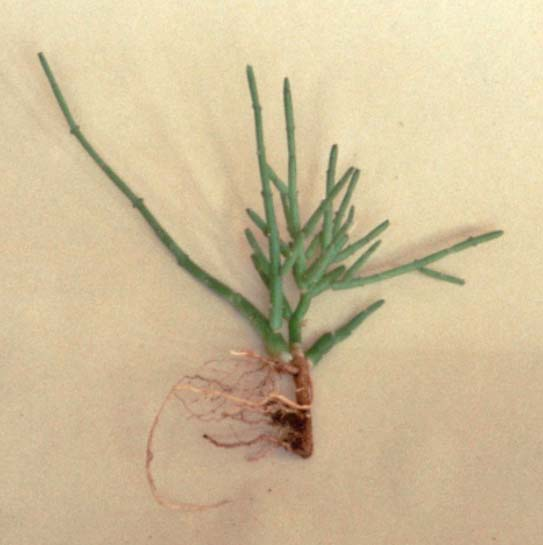
Cynanchum compactum
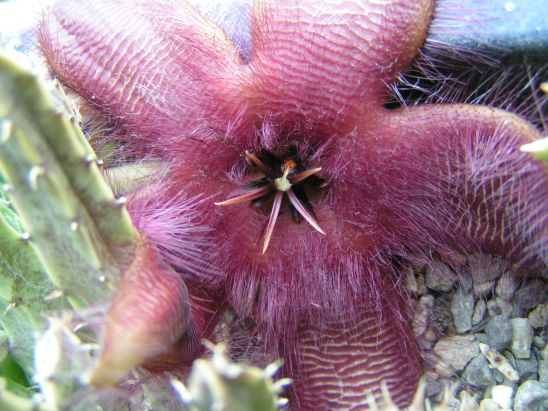
Stapelia nobilis
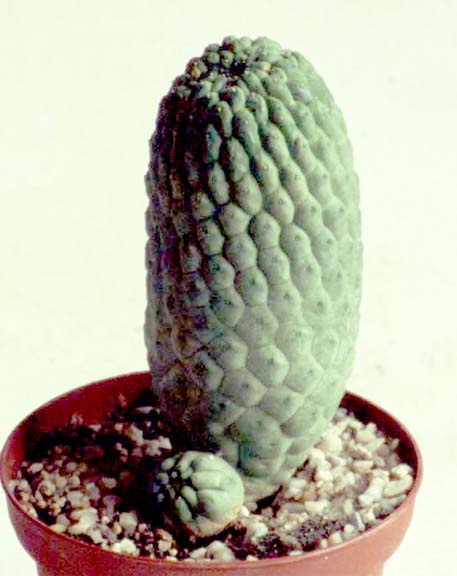
Larryleachia
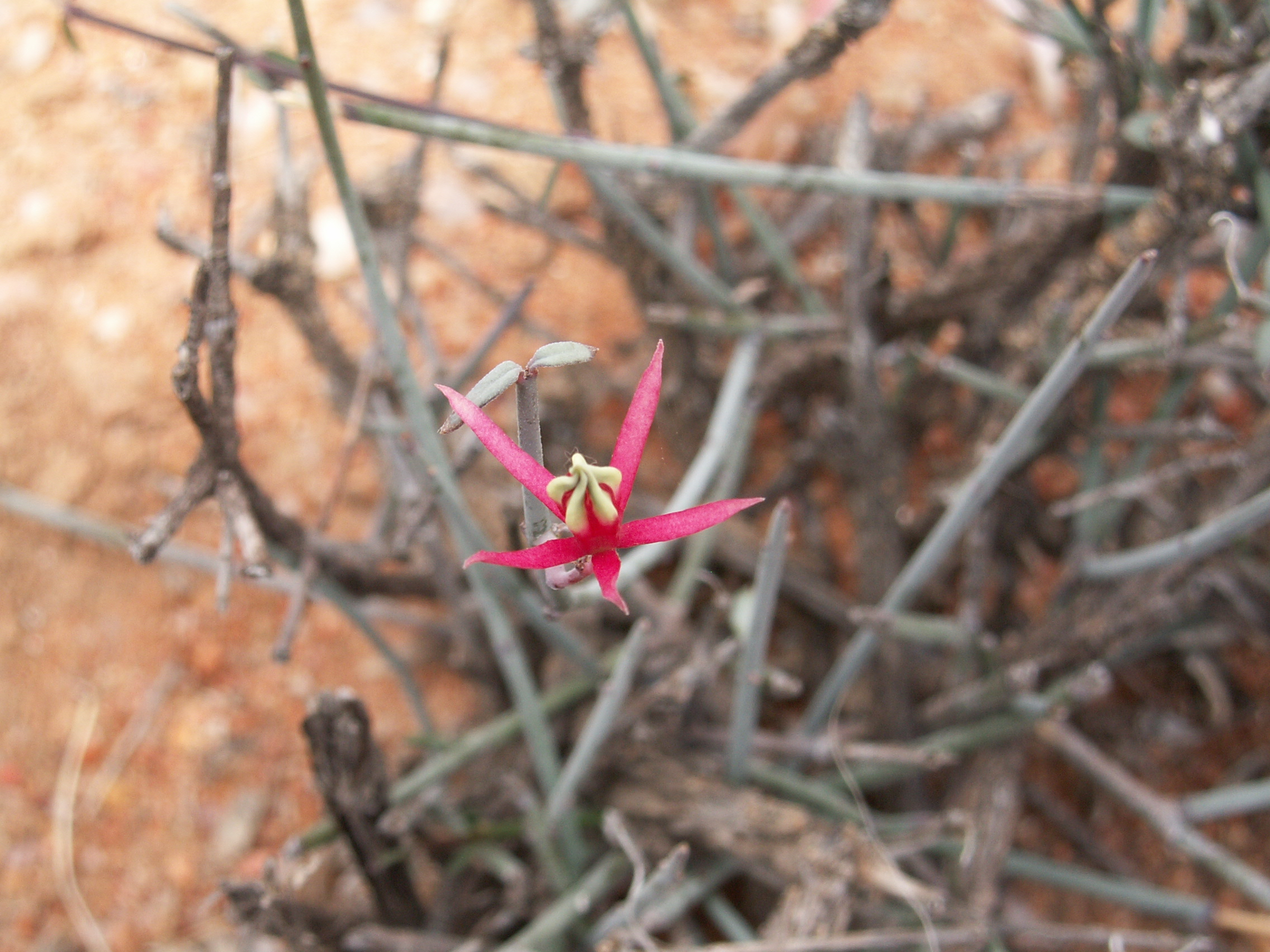
Microloma calycinum, Richtersveld
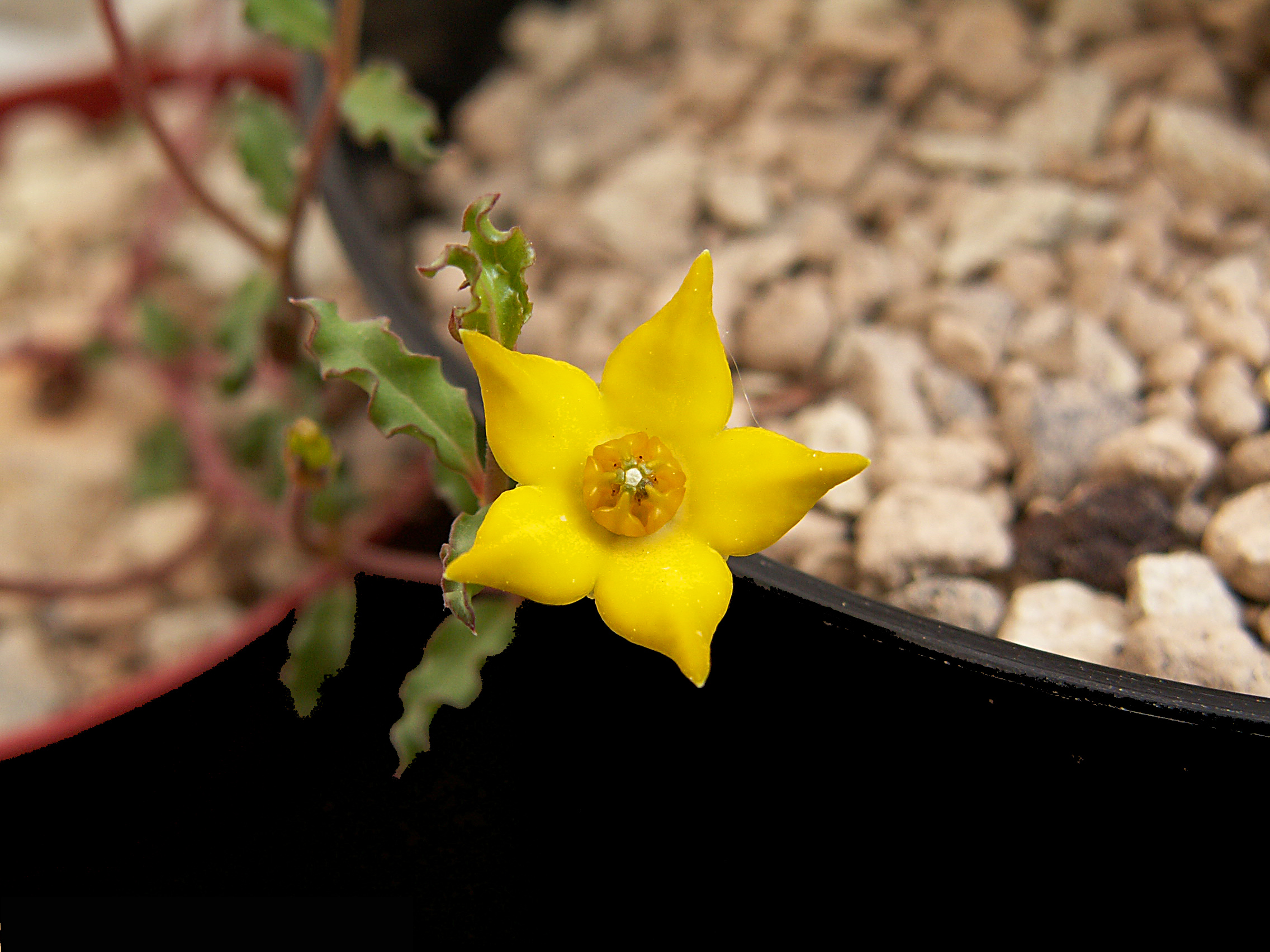
Brachystelma caffrum (Schltr.) N.E.Br.
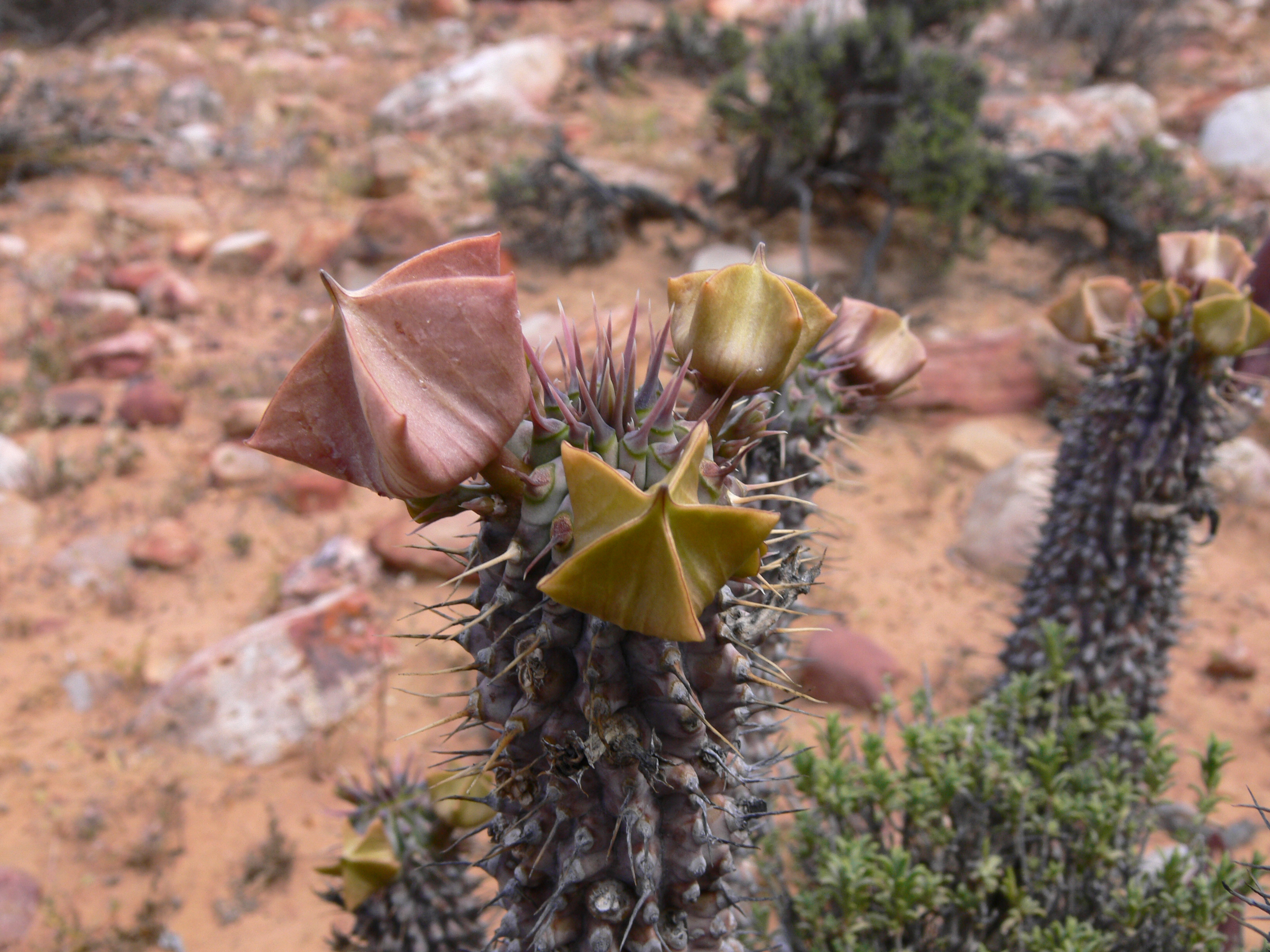
Hoodia gordonii